# نیکولای مارسکو
نیکولای مارسکو (انگلیسی: Nicolae Mărăscu; ۱ ژوئیهٔ ۱۸۹۸ – ح. 1938) ورزشکار راگبی ۱۵ نفره اهل رومانی بود.
وی در مسابقات کشوری و بین‌المللی در مجموع برندهٔ ۱ مدال برنز شده‌است.